# 大木橋路駅
座標: 北緯31度11分45秒 東経121度27分31秒 / 北緯31.19583度 東経121.45861度
大木橋路駅（だいぼくきょうろえき）は上海市徐匯区に位置する上海軌道交通4号線、12号線の鉄道駅である。

## 駅構造
4号線、12号線ともに島式ホーム1面2線の地下駅。駅構内にファミリーマートが存在する。

## 歴史
- 2003年7月1日 - 南浦大橋駅～塘橋駅間のトンネル内の陥没事故発生。この影響で魯班路駅方面の開業が遅れる事となる。
- 2005年12月31日 - 東安路駅方面開業。
- 2007年12月29日 - 魯班路駅方面開業。
- 2015年12月19日 - 12号線の駅が開業。

## 隣の駅
上海軌道交通
■上海軌道交通4号線
魯班路駅 - 大木橋路駅 - 東安路駅
■上海軌道交通12号線
龍華中路駅 - 大木橋路駅 - 嘉善路駅